# Климино (Свердловская область)
Климино — деревня в Шалинском районе Свердловской области России. Входит в Шалинский муниципальный округ.
Ранее деревня входила в состав Рощинского сельсовета Шалинского района.

## География
Климино расположено в 46 километрах к северо-западу от посёлка Шаля (в 70 километрах по автодороге), на правобережной надпойменной террасе реки Сылвы, вблизи устья правого притока — реки Каменки.

## Население
| 2002 | 2010 |
| ---- | ---- |
| 6    | ↘1   |